# Hereditärer Adenosindesaminase-Mangel
Der Hereditäre Adenosindesaminase-Mangel ist eine sehr seltene angeborene, zu den schweren kombinierten Immundefizienzen (SCID) gehörende Immunmangelerkrankung (ADA-SCID) mit den Hauptmerkmalen ausgeprägter Lymphopenie und sehr niedrigen Immunglobulin-Spiegeln und wiederholten schweren Infektionen.
Synonyme sind: Chondrodysplasie, metaphysäre mit Thymolymphopenie; ADA-Mangel; Adenosin-Desaminase-Mangel, Schwere kombinierte Immundefizienz durch Adenosin-Desaminase (ADA)-Mangel; ADA-defiziente SCID; Lymphoplasmozytäre hereditäre Dysgenesie; englisch Adenosine deaminase deficient SCID; Adenosine deaminase deficient severe combined immunodeficiency
Die Erstbeschreibung stammt aus dem Jahre 1961 durch den schweizerischen Pädiater W. H. Hitzig und H. Willi.

## Verbreitung
Die Häufigkeit wird mit 1–9 zu 1.000.000 angegeben, die Vererbung erfolgt autosomal-rezessiv. Beide  Geschlechter sind betroffen, bei etwa 10–15 % der SCID-Erkrankungen liegt ein Adenosindesaminase-Mangel vor.

## Ursache
Dem Mangel liegen Mutationen im ADA-Gen auf Chromosom 20 Genort q13.12 zugrunde, welches für das Enzym Adenosin-Desaminase kodiert.
Bei diesem Enzymmangel ist die Synthese von dADP, dGDP, dUDP und dCDP gestört aufgrund einer indirekten Hemmung der Ribonukleotid-Reduktase. Die Adenosin-Desaminase desaminiert Adenosin zu Inosin und Desoxyadenosin zu Desoxyinosin. Bei einem Enzymmangel wird Desoxyadenosin angereichert und vermehrt zu dATP phosphoryliert. Erhöhte Konzentrationen von dATP hemmen die Ribonukleotid-Reduktase, wodurch die Synthese der anderen Desoxyribonukleotide gehemmt wird. Infolgedessen kommt es zu einer Störung der DNA-Synthese, die vor allem die Proliferation der Lymphozyten behindert, was einen schweren Immundefekt verursacht.
Der ADA-Mangel führt außerdem zu giftigen Konzentrationen von Purin-Metaboliten.

## Einteilung
Je nach Auftreten der ersten Krankheitszeichen (und Ausmaß der Enzymhemmung) werden folgende klinische Formen unterschieden:
- Early onset (klassischer ADA-Mangel), (in 80 %): überwiegende Manifestation in den ersten 3 Lebensmonaten. ADA-Aktivität < 0,01 %, zusätzlich mit Fehlbildungen oder Störungen an Skelett, Nieren und Nervensystem sowie Schwerhörigkeit.
- Delayed onset (in 15 %): Manifestation im1.-2,LJ; ADA-Aktivität 1–2 %
- Late onset (in 5 %): Manifestation im 3.-15. LJ. ADA-Aktivität bei 3–5 %; rezidivierende oder auch persistierende Herpes-simplex-Infektionen, Bakterielle Infektion der Nasennebenhöhlen und der Bronchien, Autoimmunerkrankungen
- Partieller ADA-Mangel (selten):  Manifestation zwischen 4. LJ und Erwachsenenalter; ADA-Aktivität 5 to 80%

Bei höherer Enzymaktivität verlaufen Infektionen weniger schwer.

## Klinische Erscheinungen
Klinische Kriterien sind:
- Manifestation im Kleinkindalter, zur Neugeborenenzeit
- kombinierter zellulärer und humoraler Immundefekt mit verminderten Immunglobulinen,  gestörte Funktion der B-Lymphozyten und T-Lymphozyten
- Gedeihstörung, chronische Durchfälle, Kleinwuchs, chronische Candidose
- fehlender Thymus in der Sonografie, auch fehlender Thymusschatten auf dem Röntgen-Thorax
- Bild einer metaphysären Chondrodysplasie mit quadratischem Becken, kurzen und in der Metaphyse aufgetriebenen Röhrenknochen und kurzen Rippen

## Diagnose
Die Diagnose basiert auf der Messung der ADA-Enzymaktivität in Erythrozyten und kann durch erhöhte dATP-Spiegel im Blutplasma und vermehrtes Deoxy-Adenosin im Urin bestätigt werden.
In der  Pränataldiagnostik kann der Nachweis aus Amnion- oder Trophoblasten-Kulturen erfolgen.

## Differentialdiagnose
Abzugrenzen sind andere Formen von SCID.

## Therapie
Zur Behandlung kommen Allotransplantation hämatopoetischer Stammzellen, Enzymersatztherapie mit pegylierter Adenosin-Desaminase oder Gentherapie mit transformierten Knochenmarkszellen infrage. Die erste Gentherapie wurde im Jahr 1990 an einem vierjährigen Mädchen durchgeführt.

## Heilungsaussichten
Die Prognose wird durch die Schwere der Erkrankung bestimmt. Bei frühzeitig erfolgender Behandlung können hohe Überlebensraten erreicht werden.